# Ghostery
Ghostery ist eine Software, die den Anwender beim Surfen auf versteckte Dienste hinweist, die im Hintergrund Daten an Seitenbetreiber übermitteln, die Anonymität oder Privatsphäre des Nutzers verletzten könnten, z. B. durch Cookies oder Tracking. Solche Elemente und Funktionen der besuchten Webseite können dann mithilfe von Ghostery auf Wunsch blockiert werden. Das Programm ist als Software-Erweiterung für die Webbrowser Firefox, Safari (jeweils auch für Mobilgeräte), Chrome, Opera und Edge (nur für Desktop-Computer) verfügbar sowie als eigenständige Webbrowser-App für Android und Apple iOS.

## Geschichte
Ursprünglicher Hersteller von Ghostery war das Unternehmen Ghostery, Inc., das zuerst unter Better Advertising, dann unter Evidon Inc. firmierte.
Die Beteiligten hinter Cliqz, einem 2020 eingestellten Firefox-basierendem Webbrowser aus Deutschland, kauften die Marke und die Technik von Ghostery teilweise auf; Ghosterys Anti-Tracking-Funktion sollten in dessen Browser integriert werden. Der Erwerb wurde im Zusammenhang mit dem deutschen Leistungsschutzrecht für Presseverleger gesehen und war Presseberichten zufolge gegen Google gerichtet.
Die von Ghostery gesammelten Daten sollten mit denjenigen zusammengeführt werden, die der Webbrowser über die Trackingdienste im Internet aggregiert. Der Erwerber erklärte gegenüber Zeit online, Ghostery werde durch den Erwerb zu einem deutschen Unternehmen und unterliege somit dem in Deutschland geltenden Datenschutzrecht. Der Verkauf betraf nur das Geschäft mit Verbrauchern. Die Unternehmenskunden verblieben bei Evidon, vormals Better Advertising, und würden seitdem auch wieder unter dieser Marke bedient.
Ab der Version 8.1, die im März 2018 freigegeben wurde, steht Ghostery als freie Open-Source-Software unter der MPL-2.0 (Mozilla Public License) zur Verfügung. Der Quellcode kann auf GitHub eingesehen werden.

## Funktionsweise
Ghostery blockiert nicht alle Skripte kategorisch. Stattdessen werden nur diejenigen Skripte identifiziert, welche die Privatsphäre oder Anonymität des Nutzers gefährden, harmlose Skripte hingegen erlaubt. Neben Skripten werden auch weitere Verfahren identifiziert, die die Anonymität oder die Privatsphäre des Nutzers beeinträchtigen könnten (z. B. bestimmte Cookies, Bilder oder andere Webseiten-Elemente). Die Liste der zu identifizierenden Elemente wird regelmäßig aktualisiert.
Der Nutzer kann für jedes dieser potenziell gefährlichen Skripte oder Webseiten-Elemente entscheiden, welche er blockieren oder zulassen möchte. Außerdem kann er sich über deren Urheber und Datenschutzrichtlinien informieren. Beim Besuch einer Webseite informiert Ghostery den Nutzer darüber, welche Elemente gefunden und welche davon blockiert wurden. Der Nutzer kann dann die Einstellungen bei Bedarf noch einmal für die jeweilige Seite anpassen.
Zu den Elementen, die Anonymität und Privatsphäre gefährden, gehören auch Social-Media-Schaltflächen wie z. B. der „Like“-Button von Facebook, der mitunter auf anderen Webseiten eingebunden wird. Ghostery kann auf Wunsch diese Schaltflächen durch eine eigene Schaltfläche („Click to Play“) ersetzen, mit der man die blockierte Schaltfläche bei Bedarf durch einen Klick wieder zeitweise aktivieren kann.
Zudem kann der Nutzer einwilligen (Opt-in), anonymisierte Informationen über die gefundenen Tracking-Elemente an die Entwickler zu senden. Die entsprechende Funktion wird als Ghostrank bezeichnet.
Beim Laden einer neuen Webseite zeigt das Programm in der oberen rechten Ecke des Browserfensters eine Liste der aktiven Tracking-Elemente an und welche davon blockiert wurden. Durch Anklicken des Ghostery-Symbols in der Statusleiste wird die Liste geöffnet und kann bearbeitet werden. Sie enthält die Links zu den weiterführenden Informationen und bietet die Möglichkeit, die Einstellungen bei Bedarf noch einmal für die jeweilige Seite individuell anpassen.

## Kritik
Evidon stellte gleichzeitig seine Datenbank der Werbewirtschaft zur Verfügung, weshalb die Computerzeitschrift Chip 2013 in ihrem Test vom Gebrauch der Software abriet und stattdessen NoScript empfahl. Technology Review berichtete, dass Evidon Benutzerdaten an Werbefirmen weitergebe, wenn die Option „Ghostrank“ aktiviert ist. Die Herstellerfirma sagte, dass Ghostrank keine Daten für eine personalisierte Anzeigenschaltung oder die Identifikation eines Nutzers sammle. Daten würden nur dann gesammelt, wenn der Benutzer zur Funktion Ghostrank eingewilligt (Opt-in) habe. Die gesammelten Daten würden der US-amerikanischen Organisation Better Business Bureau (in etwa mit den deutschen Verbraucherzentralen vergleichbar) zur Verfügung gestellt. Außerdem liefere Ghostery Daten an Universitätsstudenten, an Datenschutz-Forscher sowie an Journalisten für deren Studien.
Webseiten-Betreiber können die Daten von Evidon nutzen, um zu verfolgen, welcher Tracking-Code der verschiedenen Werbeunternehmen auf ihren Seiten aktiv ist und wie er die Ladegeschwindigkeit beeinflusst. Zum anderen können Werbevermarkter feststellen, wie verbreitet eine bestimmte Art von Tracking-Code im Web ist.
Im September 2015 wurde mit der Version 5.4.6 die Funktion „Consumer Messaging Platform“ eingebaut. Die Funktion ist standardmäßig aktiviert und dient dazu, „Ankündigungen, Anzeigenkampagnen oder andere angemessene Benachrichtigungen“ über den Browser an die Benutzer zu schicken.
Die Cliqz GmbH gab nach eigenen Angaben keine Daten von Ghostery-Nutzern an Dritte weiter. Ghostery sammle keine persönlichen Daten.

## Rezeption
Ghostery wurde in die Liste der „empfohlenen Firefox-Erweiterungen“ von Mozilla aufgenommen.